# Claudio Tolomei
Angelo Claudio Tolomei (Asciano, 1492  circa – Roma, 23 marzo 1556) è stato un umanista, letterato, vescovo cattolico, filologo, critico letterario, poeta e diplomatico italiano, al servizio dello Stato della Chiesa.

## Biografia

De le lettere

Appartenente alla nota famiglia senese dei Tolomei, studiò diritto a Bologna, dove nel 1514 pubblicò il poemetto in ottava rima Laude delle Donne Bolognesi. Nel biennio 1516-18 fu lettore di diritto civile all'Università di Siena; risalgono a questo periodo due opere in lingua latina: De corruptis verbis e le Disputationes et paradoxa iuris civilis, andata perduta. Fu uno dei fondatori dell'Accademia degli Intronati e, nel 1525, con lo pseudonimo di Adriano Franci, propose nel dialogo Il Polito la riforma dell'ortografia italiana.
Fu esiliato dalla città natale nel 1526 per la sua politica favorevole ai Medici, e si recò dapprima a Roma, dove fu protetto dal cardinale Ippolito de' Medici, quindi a Piacenza, alla corte di Pier Luigi Farnese sotto il quale fu presidente del Supremo consiglio di giustizia (1545-47). Nel 1549 fu nominato vescovo di Curzola. Ritornò in patria dall'esilio nel 1551 e fu inviato in Francia, in qualità di ambasciatore di Siena; rimase per il resto della vita in Francia, dove svolse anche l'ufficio di vescovo di Tolone.
Claudio Tolomei fu un poligrafo: scrisse di storia, di diritto, di critica letteraria, di filologia, e scrisse orazioni politiche, lettere e versi fra i quali furono apprezzati alcuni sonetti idilliaci. Nell'opera Versi et regole de la nuoua poesia toscana del 1539, scritto in collaborazione con numerosi allievi, Tolomei espose i precetti per l'applicazione della metrica quantitativa (latina) alla lingua italiana, e presentò esempi di versificazione, suoi e di altri, composti secondo la tecnica proposta. Molto importanti furono i dialoghi Il polito del 1525, nel quale combatté le riforme ortografiche proposte dal Trissino, e Il Cesano (stampato dal Giolito nel 1555 senza il consenso dell'autore, ma composto circa trent'anni prima), dedicato alle polemiche sulla lingua italiana fra i fautori della fiorentinità (per es., Alessandro de' Pazzi) e quelli dell'italianità (per es., Trissino e Castiglione), nel quale Tolomei sostenne la tesi della "toscanità".

### Accademia della Virtù
Nel 1542, sotto la protezione del cardinale Ippolito de' Medici, fu il fondatore dell'Accademia della Virtù, o Accademia Vitruviana. Il sodalizio fu presieduto dall'erudito Marcello Cervini, appassionato di alchimia e architettura e futuro papa con il nome di Marcello II e si avvalse del sostegno di una schiera di intellettuali e artisti del Rinascimento italiano come il Vignola, Bernardino Maffei, Guillaume Philandrier detto il Filandro, Alessandro Manzuoli, Luca Contile, Annibal Caro, Marc'Antonio Flaminio, Francesco Maria Molza.
L'attività dell'associazione si inseriva in un tema di riflessione che coinvolgeva i protagonisti dell'arte e dell'architettura rinascimentale: il cosiddetto "dibattito vitruviano", o "questione vitruviana", vale a dire quello sforzo conoscitivo collettivo che spingeva artisti, eruditi e appassionati alla riappropriazione dell'eredità dell'arte greco-romana e dell'architettura classico-romana, anche attraverso la lettura, l'interpretazione e il commento del trattato latino De Architectura, assurto a vastissima fama nel Rinascimento.

## Opere
- Laude delle donne bolognese, Bologna: per Iustiniano de Rubera, del 1514 de octobre
- Il Polito di Adriano Franci da Siena delle lettere nuouamente aggiornate nella volgar lingua, con somma diligenza corretto et ristampato, Vinegia: Nicolò d'Aristotile detto Zoppino, 1531
- Oratione de la pace di M. Claudio Tolomei, Roma: da Antonio Blado Asolano, nel 1534 di marzo
- Versi, et regole de la nuoua poesia toscana, Roma: per Antonio Blado d'Asola, 1539 del mese d'ottobre
- De le lettere di M. Claudio Tolomei lib. sette. Con una breue dichiarazione in fine di tutto l'ordin de l'ortografia di questa opera, In Vinegia: appresso Gabriel Giolito de Ferrari, 1547 (Google libri); ed. Cornetti, 1585, Google libri)
- Due orazioni in lingua toscana. Accusa contra Leon Secretario, di secreti riuelati. Difesa, In Parma: appresso Sette Viotto, 1547 il di primo di Gennaio
- De le lettere di M. Claudio Tolomei lib. sette, Venezia, Gabriel Giolito de Ferrari, 1547.
  - edizione online a cura di Paolo Sanchez, Delle lettere libri sette, Napoli, 1829 (visualizzazione completa su Google Books)
- Oratione di Monsi. Claudio Tolomei Ambasciator di Siena recitata dinanci ad Henrico II Christianissimo Re di Francia, In Venetia: per Francesco Marcolini, 1552
- Il Cesano, dialogo di m. Claudio Tolomei, nel quale da più dotti huomini si disputa del nome, col quale si dee ragioneuolmente chiamare la volgar lingua, In Vinegia: appresso Gabriel Giolito De Ferrari, et fratelli, 1555 (Google libri) . Il Cesano: de la lingua toscana; edizione critica riveduta e ampliata a cura di Ornella Castellani Pollidori, Firenze: presso l'Accademia della Crusca, 1996
- Libro quinto delle Rime di diuersi illustri signori napoletani, e d'altri nobilissimi ingegni. Nuouamente raccolte, e con noua additione ristampate, Vinegia: appresso Gabriel Giolito de Ferrari, et fratelli, 1555 (in Vinegia: appresso Gabriel Giolito de Ferrari, et fratelli, 1555)
- Orazioni di M. Claudio Tolomei, Fermo: per Giuseppe Alessandro Paccasassi, 1783 (Google libri)
- Alcune lettere politiche di Claudio Tolomei vescovo di Tolone scritte alla repubblica di Siena, ora primamente edite da Luciano Banchi, Siena: Tip. Sordo-muti di L. Lazzeri, 1868
- Epistola di Agnolo Firenzuola in lode delle donne scritta a Messere Claudio Tolomei, nobile sanese, Perugia: Tipografia Santucci, 1844
- Della edificazione d'una città sul monte Argentario, Firenze: Tipografia dell'Arte della Stampa, 1885
- Del raddoppiamento da parola a parola; edizione critica a cura di Barbara Garvin, Exeter: University of Exeter press, 1992